# Valvola endobronchiale

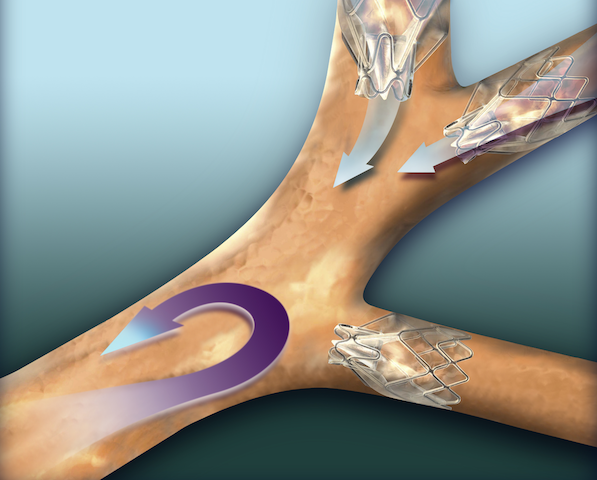
Valvola endobronchiale

Una valvola endobronchiale (EBV) è una piccola valvola unidirezionale, che può essere impiantata in una via aerea che alimenta il polmone o parte del polmone. La valvola consente all'aria di essere espirata dalla sezione del polmone fornita e impedisce l'inalazione dell'aria. Ciò lascia il resto del polmone ad espandersi più normalmente ed evitare l'intrappolamento dell'aria. Le valvole endobronchiali sono tipicamente impiantate utilizzando un catetere di posizionamento flessibile avanzato attraverso un broncoscopio in procedure broncoscopiche di riduzione del volume polmonare minimamente invasive nel trattamento dell'enfisema grave. Le valvole sono anche rimovibili se non funzionano correttamente.

## Meccanismo
La valvola endobronchiale unidirezionale è tipicamente impiantata in modo tale che durante l'espirazione l'aria sia in grado di fluire attraverso la valvola e fuori dal compartimento polmonare che è alimentato da quelle vie aeree, ma durante l'inalazione, la valvola si chiude e impedisce all'aria di entrare in quel compartimento polmonare. Pertanto, una valvola endobronchiale impiantata aiuta tipicamente un compartimento polmonare a svuotarsi dall'aria. Questo ha dimostrato di essere utile nel trattamento dell'enfisema, dove i polmoni perdono la loro elasticità e quindi non possono contrarsi sufficientemente per espirare l'aria, portando a intrappolamento dell'aria e iperinflazione. Quando una o più porzioni malate di un polmone enfisematoso vengono fatte sgonfiare e collassare, altre porzioni più sane del polmone hanno più spazio nella cavità toracica per inspirare ed espirare, la pressione viene rimossa dal diaframma e anche il cuore può funzionare meglio come il polmone ipergonfiato diventa più piccolo. L'entità della riduzione del volume residuo raggiunta è correlata agli effetti sul FEV1, sulla qualità della vita e sulla capacità di esercizio. Le valvole endobronchiali hanno anche dimostrato di essere utili nel trattamento delle perdite d'aria persistenti nei polmoni. Il loro uso nel trattamento della tubercolosi e delle sue complicanze è stato studiato con risultati promettenti, ma sono necessari ulteriori studi. Le valvole endobronchiali possono essere il primo trattamento medico di successo dell'enfisema, una malattia che colpisce milioni di persone in tutto il mondo e non ha una cura nota, essendo gestita tradizionalmente dal trapianto polmonare e/o dalla chirurgia di riduzione del volume polmonare .(sebbene alcune persone non soddisfino i requisiti di idoneità per una o entrambe queste procedure invasive).

## Storia
Sebbene le tecniche di isolamento endobronchiale per l'enfisema siano state sviluppate all'inizio degli anni 2000, valvole specifiche sono state sviluppate principalmente dalla società start-up di dispositivi medici Emphasys Medical (ora Pulmonx - Redwood City, California) come alternativa minimamente invasiva alla chirurgia per la riduzione del volume polmonare per l'enfisema. Nell'intervento chirurgico di riduzione del volume polmonare, una o più parti malate di un polmone vengono asportate. Le valvole endobronchiali sono state progettate per replicare gli effetti di tale procedura senza richiedere incisioni, semplicemente consentendo il collasso delle porzioni più malate del polmone. Emphasys è stata acquistata da Pulmonx nel 2009 e Pulmonx attualmente commercializza la valvola endobronchiale Zephyr® (sviluppata da Emphasys) in Europa, Australia, Cina e molte altre località al di fuori degli Stati Uniti Pulmonx vende anche il sistema di valutazione polmonare Chartis®, che è uno strumento di valutazione utilizzato con le valvole endobronchiali per aiutare i medici a indirizzare i compartimenti polmonari appropriati per il trattamento. Un'altra società, Spiration (Seattle, Washington), ha sviluppato un diverso tipo di valvola endobronchiale ed è stata acquisita da Olympus nel 2010.